# Торос Тороманян
Торос Арутюнович Тороманян (вірм. Թորոս Հարությունի Թորամանյան, нар. 18 березня 1864, Шебінкарахісар, Османська імперія — пом. 1 березня 1934, Ерівань, Вірменська РСР, СРСР) — видатний вірменський архітектор та дослідник архітектури. Вважається «батьком вірменської архітектурної історіографії».

## Біографія

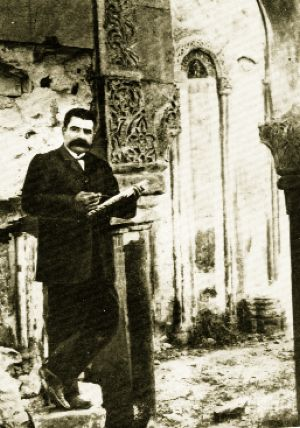
Тороманян в Ані, 1907

Тороманян народився 1864 року в Шебінкарахісарі, Османська імперія. Вивчав архітектуру в Константинопольській академії образотворчих мистецтв та в університетах Сорбони та Парижу. Працював над дослідженням залишків середньовічних пам'яток Вірменії. 1902 року отримує запрошення взяти участь в експедиції до древньої столиці Вірменії — Ані. 1904 року приєднується до розкопок церкви Звартноц. Результати досліджень публікує через рік в праці «Храм Звартноц». 1921 року, після приєднання Ані до Туреччини, втрачає можливість проводити свої дослідження. 1923 року у Вірменській РСР створюється Комітет із захисту древніх пам'яток, членом якого стає Тороманян. В складі комітету бере участь у реконструкції Ечміадзинського собору. 1930—1932 — завідував архітектурний відділом Історичного музею Вірменії. Був членом Світового конгресу вірменів.
Наукова робота Тороманяна проклала шлях для іншого науковця — Йозефа Стжиговського, який, після довгого вивчення християнської архітектури, дійшов висновку, що вірменська архітектура мала великий вплив на розвиток візантійської, а згодом і західно-європейської архітектури. 1920 року під час Турецько-вірменської війни Тороманян втратив велику частину своїх наукових досліджень.
Помер 1934 року в Єревані. Похований на Пантеоні імені Комітаса

## Вшанування пам'яті
- 1969 року Академія наук Вірменії започаткувала пам'ятну медаль ім. Тороманяна.[5]
- 2000 року було випущено поштову марку Вірменії, на честь Тороманяна.

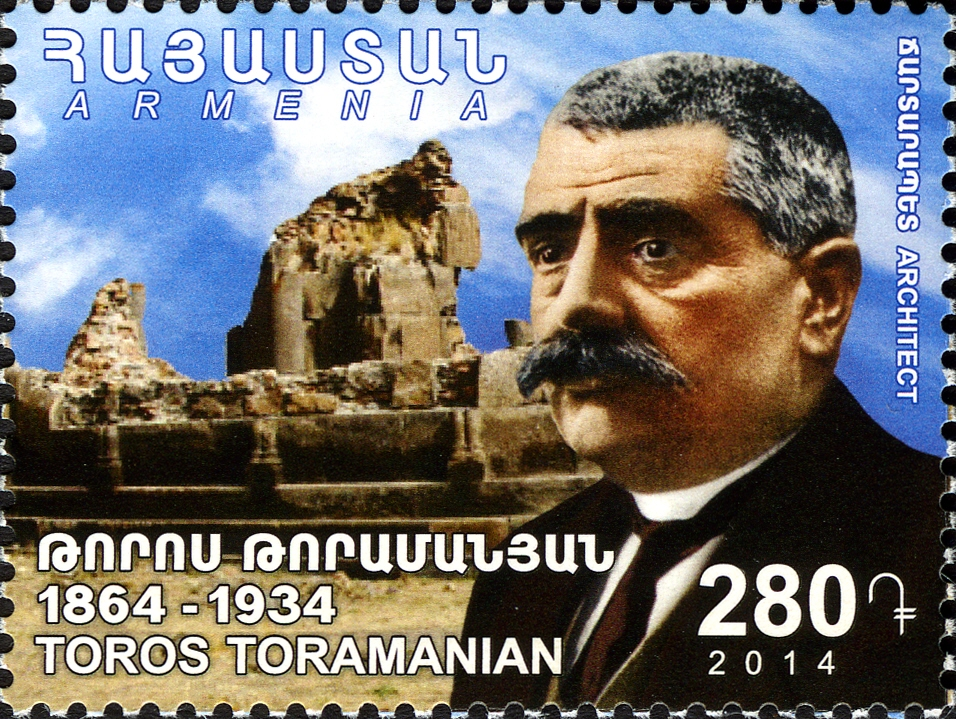
Поштова марка з зображенням Тороманяна